# Julio García (rugbista)
Julio César García (Córdoba, 3 luglio 1975) è un ex rugbista a 15 e allenatore di rugby a 15 argentino, in carriera attivo nel ruolo di pilone e internazionale per l'Argentina.

## Biografia
Julio nasce a Córdoba, in Argentina; si afferma rugbisticamente con il club di Tala.
Nel 2001 arriva in Europa, ingaggiato dal Perpignano nel Top14; successivamente disputa varie stagioni in Francia vestendo le maglie di: 
Castres, Narbonne e Tolone.
Nel 2006 fa ritorno nel suo Paese d'origine, tornando a giocare per il Tala.
Nel 2008 viene ingaggiato in Italia dal Viadana in Super 10, raggiungendo per due stagioni consecutive le fasi finali.
Nel 2010 decide di terminare la carriera professionistica al Nevers, nella terza divisione francese, diventandone poi allenatore.

### Carriera internazionale
Il 3 ottobre 1998 fa il suo debutto internazionale con la maglia dell'Argentina nel Campionato sudamericano contro il Paraguay, aggiudicandosi la competizione.
Il 17 giugno del 2000 disputa il suo terzo ed ultimo incontro con la maglia dei Pumas, in un test match contro l'Australia, valido per il Puma Trophy.

## Palmarès
- Campionati sudamericani: 1
Argentina: 1998